# Kambodzsa a 2013-as úszó-világbajnokságon
Kambodzsa három úszóval vett részt a 2013-as úszó-világbajnokságon, akik hat versenyszámban indultak.

## Úszás
Férfi
| Versenyző       | Verseny                | Selejtező | Selejtező | Elődöntő          | Elődöntő          | Döntő             | Döntő             |
| Versenyző       | Verseny                | Idő       | Helyezés  | Idő               | Helyezés          | Idő               | Helyezés          |
| --------------- | ---------------------- | --------- | --------- | ----------------- | ----------------- | ----------------- | ----------------- |
| Hemthon Ponloeu | 50 méteres gyorsúszás  | 27.34     | 85        | Nem jutott tovább | Nem jutott tovább | Nem jutott tovább | Nem jutott tovább |
| Hemthon Ponloeu | 50 méteres mellúszás   | 32.41     | 69        | Nem jutott tovább | Nem jutott tovább | Nem jutott tovább | Nem jutott tovább |
| Sovijja Pou     | 200 méteres gyorsúszás | 2:01.06   | 61        | Nem jutott tovább | Nem jutott tovább | Nem jutott tovább | Nem jutott tovább |
| Sovijja Pou     | 400 méteres gyorsúszás | 4:22.67   | 45        | N/A               | N/A               | Nem jutott tovább | Nem jutott tovább |

Női
| Versenyző      | Verseny               | Selejtező | Selejtező | Elődöntő          | Elődöntő          | Döntő             | Döntő             |
| Versenyző      | Verseny               | Idő       | Helyezés  | Idő               | Helyezés          | Idő               | Helyezés          |
| -------------- | --------------------- | --------- | --------- | ----------------- | ----------------- | ----------------- | ----------------- |
| Hemthon Vitiny | 50 méteres gyorsúszás | 31.05     | 74        | Nem jutott tovább | Nem jutott tovább | Nem jutott tovább | Nem jutott tovább |
| Hemthon Vitiny | 50 méteres mellúszás  | 39.53     | 70        | Nem jutott tovább | Nem jutott tovább | Nem jutott tovább | Nem jutott tovább |